# Republic RC-3 Seabee
El Republic RC-3 Seabee es un avión deportivo anfibio totalmente metálico diseñado por Percival Spencer y fabricado por la estadounidense Republic Aircraft Corporation. 

## Diseño y desarrollo

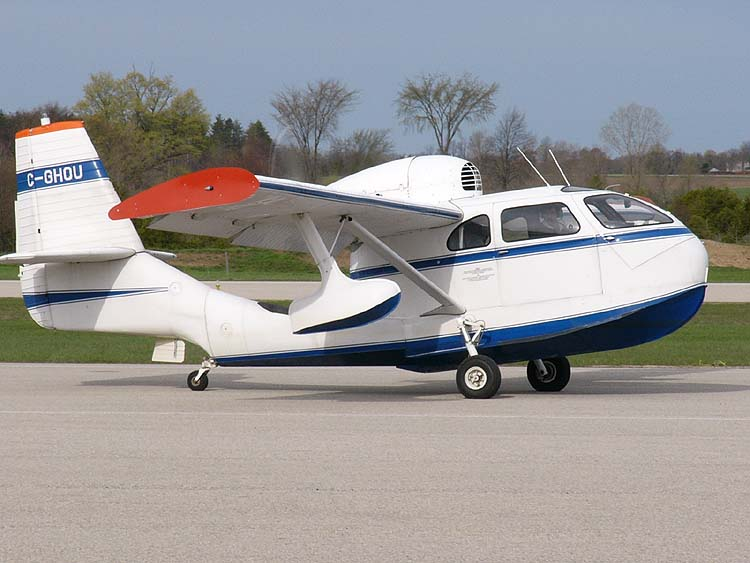
Republic RC-3 Seabee

El RC-3 Seebee fue diseñado por Percival Hopkins "Spence" Spencer, un pionero de la aviación que construyó su primer ala delta en abril de 1911. En esa época, tenía 17 años y lo construyó a partir de unos planos que encontró en una revista Popular Mechanics. El 15 de mayo de 1914, Spencer realizó su primer vuelo a motor en una hidrocanoa Curtiss. En 1937, se unió al ingeniero de Sikorsky Vincent A. Larsen, para diseñar su primer y único avión anfibio, el Spencer-Larsen SL-12C. El desarrollo del avión progresó lentamente, y, en septiembre de 1940, Spencer abandonó la asociación para formar su propia compañía. Su diseño resultante fue el Spencer S-12 Air Car Amphibian. La construcción del S-12 comenzó el 1 de marzo de 1941, y el pequeño prototipo biplaza, matriculado NX29098, realizó su primer vuelo el 8 de agosto del mismo año. El S-12 era un anfibio recubierto de tela con una única cabina delantera con forma de caja; tenía un ala alta con una hélice bipala en configuración propulsora; y un largo y esbelto botalón de cola.
En diciembre de 1941, Spencer almacenó el Air Car y se unió al esfuerzo de guerra como piloto de pruebas de la Republic Aircraft Corporation. En 1943, había probado en vuelo 134 de los P-47 Thunderbolt de la compañía.
En abril de 1943, Spencer dejó Republic Aircraft para unirse a la Mills Novelty Company de Chicago, Illinois, que quería usar su Air Car para promocionar su compañía. Spencer usó el equipo de conformado de madera de la compañía para construir una nueva cabina con forma de huevo para el Air Car y comenzó mostrando el avión a sus antiguos empleadores, Republic Aircraft. Viendo el potencial del Air Car como el avión deportivo perfecto para los pilotos que volvían de la guerra, Republic compró los derechos del avión en diciembre de 1943 e inmediatamente comenzó el desarrollo de una versión totalmente metálica designada Model RC-1 Thunderbolt Amphibian. El 30 de noviembre de 1944, el primer RC-1, matriculado NX41816, realizó su primer vuelo con Spencer a los mandos.
El avión fue desplegado a San Luis (Misuri), en diciembre y a finales de 1944 Republic había recibido 1972 órdenes civiles del avión de 3500 dólares. El avión también fue mostrado a la Armada y al Cuerpo Aéreo del Ejército estadounidenses. Ambos servicios quedaron impresionados con el diseño, y el 19 de febrero de 1945, la Armada concedió a Republic Aviation el derecho a usar el nombre Seabee para la versión civil. El Ejército emitió una gran orden por el avión, para ser usado en operaciones de rescate aéreo-marítimo, bajo la designación OA-15. En septiembre de 1945, tras la rendición de Japón, tanto el Ejército como la Armada cancelaron sus órdenes, que por la época totalizaban más de 20 millones de dólares. El OA-15 Seabee fue el último avión de las Fuerzas Aéreas del Ejército de los Estados Unidos en usar la designación OA, que fue abandonada cuando la Fuerza Aérea se formó como una rama militar separada en 1947.
Los operadores militares incluyen la Fuerza Aérea israelí, la Armada paraguaya, las Fuerzas Aéreas del Ejército de los Estados Unidos y la Fuerza Aérea de la República de Vietnam.

### Producción
Con la intención de cubrir la esperada demanda de posguerra de aviones ligeros civiles, Republic se esforzó por construir el Seabee lo más económico posible, aunque reteniendo prestaciones y alcance razonables. Se pensó mucho en eliminar lo que en la época se denominaba "adornos de avión", resultando en un sólido producto con las menores partes posibles. Por ejemplo, los Seabee tal como se construyeron, no tenían costillas en las alas; en su lugar, las láminas de aluminio fuertemente corrugado que formaban el recubrimiento proporcionaban la necesaria rigidez. Republic también estaba dispuesta a comprar componentes en grandes cantidades, lo que abarataba los costes.
El 22 de noviembre de 1945, el prototipo del RC-3 (NX87451) salió de la línea de ensamblaje de la fábrica de Republic en Farmingdale, Nueva York, y el 1 de diciembre realizó su primer vuelo con Spencer a los mandos.
El 27 de diciembre de 1945, Republic Aviation compró Aircooled Motors, fabricantes del motor Franklin, para suministrar y construir motores para el RC-3 Seabee.
En marzo de 1946, el primer RC-3 Seabee de producción fue completado (NC87457, anteriormente NX87457), y el 25 de julio del mismo año el primer Seabee (NC87463, núm. de producción 13) fue entregado en la fábrica de Republic a J.G. (Tex) Rankin de Rankin Aviation Industries de Tulare (California).
A finales de los años 40, los fabricantes de aviones esperaban que los pilotos que regresaban de la guerra quisieran continuar volando aviones civiles por placer o por deporte. Esto nunca sucedió en la extensión que las compañías imaginaron, ya que la mayoría de los pilotos que volvieron a casa nunca volaron de nuevo. Como resultado, aparecieron muchas compañías pequeñas y optimistas, que luego desaparecieron rápidamente en los años inmediatamente posteriores a la guerra.
El 4 de octubre de 1947, Republic Aviation Corp. anunció que iba a parar la producción del anfibio RC-3 Seabee para el mercado de aviones personales. El presidente de Republic, Mundy I. Peale, declaró: "Debido a la necesidad de todas las instalaciones de producción de Republic de fabricar otros tipos de aviones, la compañía ha decidido dejar de fabricar el Seabee". Realmente, en el verano (julio/agosto) de ese año, las ventas del Seabee casi se habían detenido y desde junio la producción se había suspendido, esperando más ventas. Al final de la producción, se habían construido unos respetables 1060 Seabee. Aunque estaba lejos de los 5000 aviones por año que Republic había previsto vender, todavía representaba una cantidad significativa de aviones, comparado con otras denodadas compañías de la época. Solo Piper, con su barato y longevo Cub y Super Cub, el popular Bonanza de Beech, y los primeros 120 y 140 de Cessna venderían mayores cantidades que el Seabee. Esto se debió, y no en poca medida, al muy bajo precio del mismo. Sin embargo, durante la producción, el precio del avión se incrementaría de sus originales 3500-4495 dólares el 15 de julio de 1946, hasta los 6000 del 15 de noviembre del mismo año. Republic vendió su último Seabee nuevo en 1948. Por esa época, la demanda de aviones civiles de había demostrado muy lejos de lo previsto y la compañía puso de nuevo su atención en los contratos militares, desarrollando el exitoso F-84 Thunderjet, que fue construido en las mismas líneas de montaje usadas anteriormente para construir el Seabee.

### Modificaciones
23 Seabee fueron convertidos a una variante bimotora conocida como United Consultants Twin Bee con la instalación de dos motores montados en las alas propulsando hélices tractoras. El empuje añadido mejora mucho la velocidad, aceleración y capacidad del avión.
Desde principio de los años 70 han estado disponibles modificaciones para aumentar el tamaño del motor, la envergadura, la capacidad de carga transportada, los controles, la activación del compensador, los sistemas ambientales, las luces de aterrizaje y muchos otros.

## Historia operacional
Los Seabee se volvieron populares en Canadá y los Estados Unidos y también fueron muy adecuados para operar en países con largas costas, mucha islas y lagos, y grandes áreas silvestres. En la época en que finalizó la producción, se habían exportado 108 Seabee a varios países y se abrieron concesionarios en Brasil, Cuba, Panamá, Colombia, México, Uruguay, Perú, Venezuela, Chile, Argentina, Fiyi, Nueva Caledonia, Sudáfrica, Inglaterra, Noruega y Suecia.
Desde finales de los años 40 y en los 50, el Seabee fue un popular avión de vuelo salvaje y ambulancia aérea en Canadá, Noruega, Suecia y los Estados Unidos.
En 2006, más de 250 Seabee estaban todavía registrados y volando, un número que se incrementa cada año con nuevos aviones que se montan a partir de piezas y restos. Unos pocos Seabee todavía operan comercialmente como aviones de vuelo salvaje y aerotaxis.

## Operadores

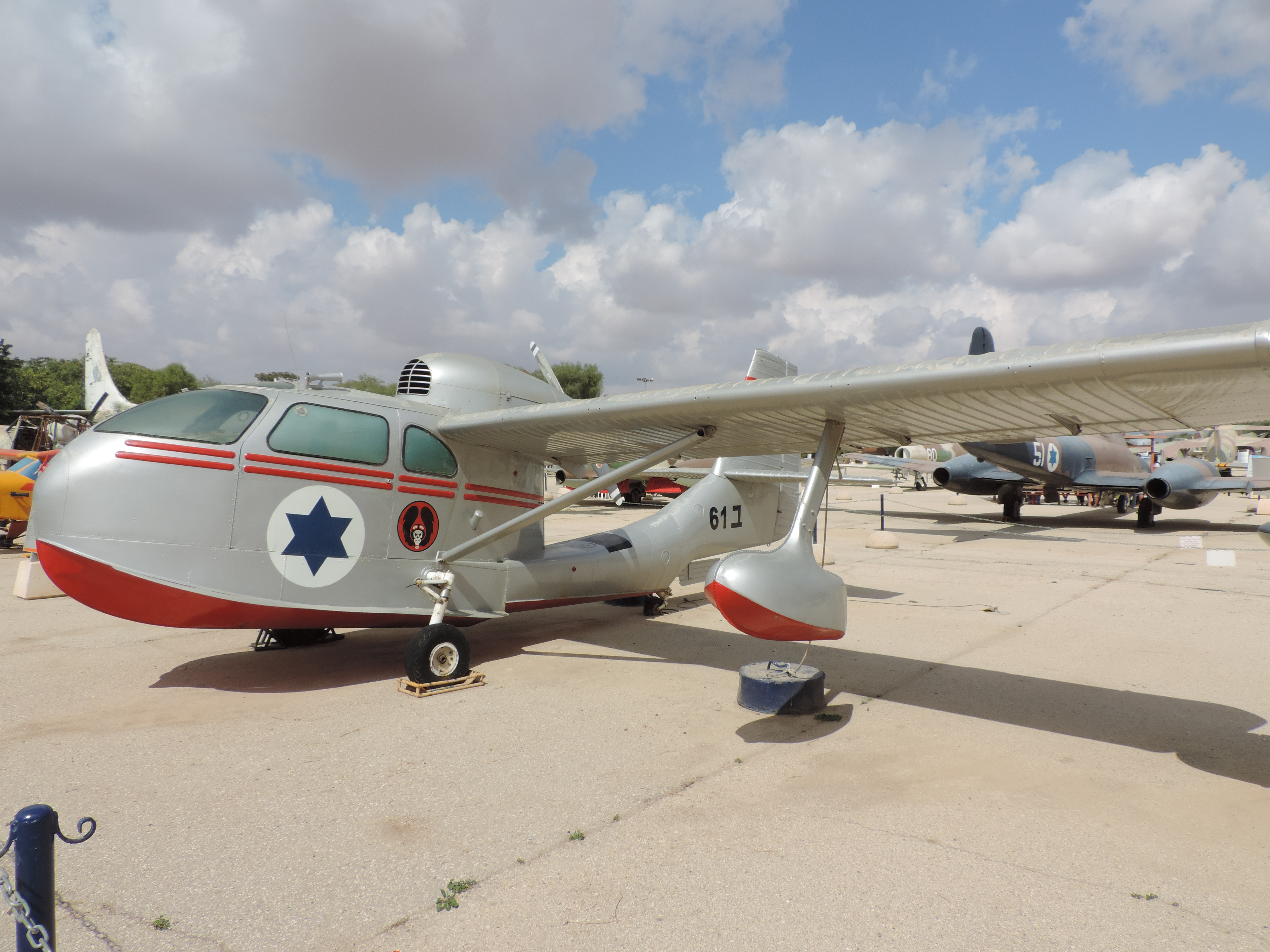
Republic Seabee preservado en el Museo de la Fuerza Aérea de Israel en Hatzerim.

### Civiles
El Seabee es popular entre las compañías chárter y pequeñas aerolíneas regionales, y es operado por compañías privadas y particulares.

### Militares
Estados Unidos
- Fuerzas Aéreas del Ejército de los Estados Unidos

 Israel
- Fuerza Aérea Israelí

 Paraguay
- Armada Paraguaya

 Vietnam del Sur
- Fuerza Aérea de Vietnam

## Especificaciones

### Características generales
- Tripulación: Uno (piloto)
- Capacidad: Tres pasajeros
- Longitud: 8,5 m (27,9 ft)
- Envergadura: 11,5 m (37,6 ft)
- Altura: 2,9 m (9,5 ft)
- Superficie alar: 18,2 m² (195,9 ft²)
- Peso vacío: 885 kg (1950,5 lb)
- Peso cargado: 1361 kg (2999,6 lb)
- Planta motriz: 1× motor bóxer de seis cilindros refrigerado por aire Franklin 6AS-215-BSF.
- Hélices: Aeromaster bipala de madera de paso ajustable (Hartzell de madera de paso reversible, opcional)
- Diámetro de la hélice: 2,1 m
- Alargamiento alar: 7,23
- Capacidad de combustible: 280 l

### Rendimiento
- Velocidad máxima operativa (Vno): 190 km/h (118 MPH; 103 kt)
- Velocidad crucero (Vc): 166 km/h (103 MPH; 90 kt) al 75 % de potencia
- Alcance: 900 km (486 nmi; 559 mi)
- Techo de vuelo: 3700 m (12 139 ft)
- Régimen de ascenso: 3,6 m/s (709 ft/min)
- Carga alar: 75 kg/m² (15,4 lb/ft²)
- Potencia/peso: 8,623 kg/kW (14,2 lb/hp)
- Vel. de aterrizaje: 93 km/h
- Carrera de despegue (tierra): 244 m
- Carrera de despegue (agua): 304 m
- Tiempo de despegue (agua): 25 s
- Distancia de aterrizaje (agua): 112 m

## Aeronaves relacionadas

### Desarrollos relacionados
- Trident TR-1 Trigull
- United Consultants Twin Bee

### Aeronaves similares
- Colonial Skimmer
- Goodyear Duck
- Aviones anfibios de Lake Aircraft
- Thurston Teal
- SIAI-Marchetti FN.333 Riviera

### Secuencias de designación
- Secuencia OA-_ (Aviones anfibios de observación del USAAC/USAAF, 1925-1948): ← OA-12 - OA-13 - OA-14 - OA-15 - SA-16